# Інгібітори рецепторів ангіотензину-ІІ

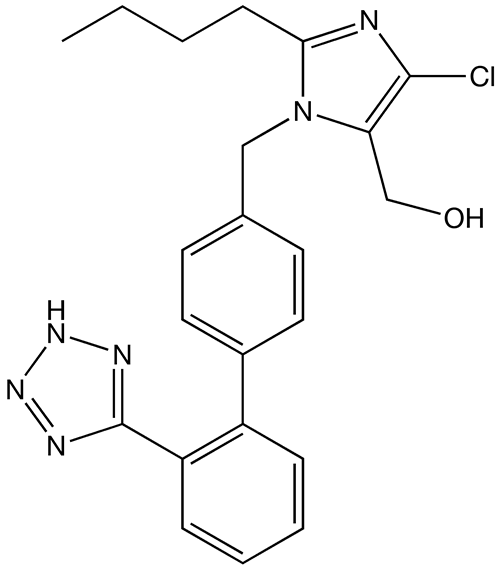
Лозартан — перший представник групи інгібіторів ангіотензину-ІІ

Інгібітори рецепторів ангіотензину-ІІ, або сартани — група антигіпертензивних препаратів, механізм дії яких полягає у блокуванні зв'язування ангіотензину-ІІ з рецепторами ангіотензину-І, що приводить до вазоділятації, зниження виділення альдостерону, зниження реабсорбції натрію у нирках, що призводить в сумі до антигіпертензивного ефекту.

## Історія виникнення

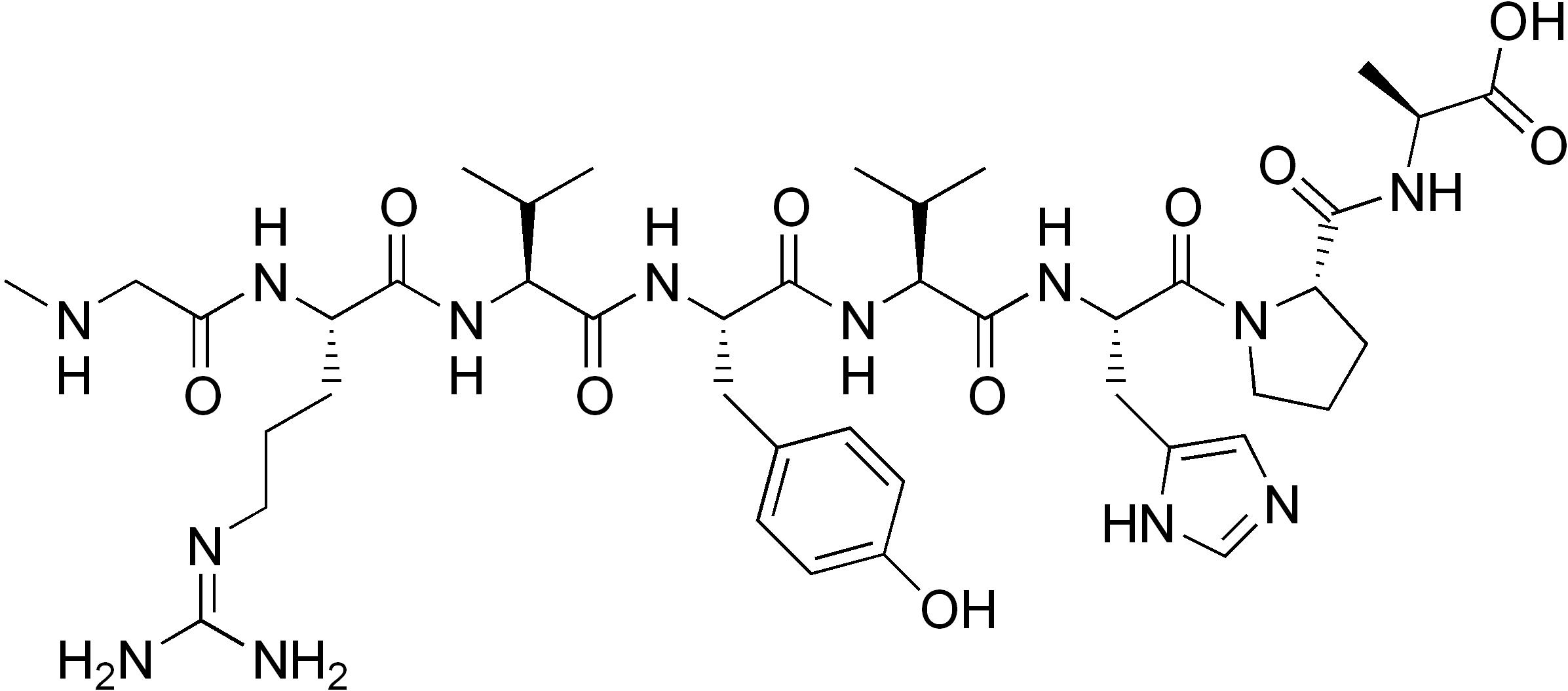
Саралазин — попередник інгібіторів ангіотензину-Іі

Створення перших препаратів групи інгібіторів ангіотензину-ІІ тісно пов'язано із синтезом, дослідженням та впровадженням у клінічну практику перших препаратів із групи інгібіторів АПФ. Так, пралельно із дослідженням каптоприлу у 70-х роках минулого століття був синтезований препарат саралазин, що мав пептидну структуру та мав здатність конкурентно інгібувати рецептори ангіотензину-ІІ. Цей препарат не отримав широкого розповсюдження у зв'язку із часто непередбачуваними ефектами застосування та необхідністю виключно парентерального застосування. Але подальші розробки привели до синтезу непептидних блокаторів рецепторів ангіотензину-ІІ, які можна було застосовувати перорально. Першим таким препаратом став лозартан, що має імідазольну структуру та високу спорідненість до рецепторів ангіотензину-ІІ. Клінічні дослідження лозартану завершились у 1986 році, і він уперше був допущений до клінічного застосування у США у 1995 році. Наступним представником групи став епросартан, що, на відміну від попереднього препарата групи, мав іншу структуру — небіфенілову нететразольну, і дослідження якого завершились у 1992 році. Подальші дослідження у середині 90-х років минулого століття призвели до синтезу ще кількох представників групи інгібіторів ангіотензину-ІІ — кандесартан, валсартан, телмісартан (у 1991 році), олмесартан (у 1995 році). Продовжуються клінічні дослідження нових препаратів групи — ембусартана, фонсартана, пратосартана.

## Класифікація
Препарати групи інгібіторів рецепторів ангіотензину-ІІ по хімічній структурі можна поділити на чотири підгрупи:
- Біфенілові тетразоли — лозартан, кандесартан, ірбесартан, олмесартан.
- Біфенілові нететразоли — телмісартан, азилсартан.
- Небіфенілові нететразоли — епросартан.
- Негетероциклічні сполуки — валсартан.

За характером метаболізму інгібітори рецепторів ангіотензину-ІІ можна розподілити на дві групи:
- Проліки, які проходять метаболічну трансформацію в організмі з виділенням активних метаболітів — лозартан, кандесартан, олмесартан, азилсартан.
- Ліки — телмісартан, ірбесартан, епросартан, вальзартан, які безпосередньо містять активні метаболіти і не потребують певної метаболічної трансформації.

За розчинністю серед сартанів виділяють гідро- та ліпофільні препарати. Гідрофільними є лозартан, валсартан та ірбесартан, які погано проникають через гематоенцефалічний бар'єр. До ліпофільних препаратів належать епросартан, кандесартан та телмісартан, які мають здатність проникати через гематоенцефалічний бар'єр.
За ступенем антагонізму до АТ1-рецепторів виділяють конкурентні та неконкурентні інгібітори рецепторів ангіотензину-ІІ. Конкурентні сартани оборотно зв'язуються з АТ1-рецепторами та можуть бути витіснені надлишком ангіотензину-ІІ. До цієї групи належать лозартан і епросартан. Неконкурентні сартани необоротно зв'язуються з рецепторами і тому не залежать від кількості ангіотензину-ІІ. Проте із появою нових даних усі сартани розглядаються як конкурентні, і різниця між ними полягає у швидкості зв'язування, тому виділяють препарати з швидкою оборотною блокадою (лозартан, епросартан) та повільно оборотною блокадою (усі інші сартани).

## Механізм дії

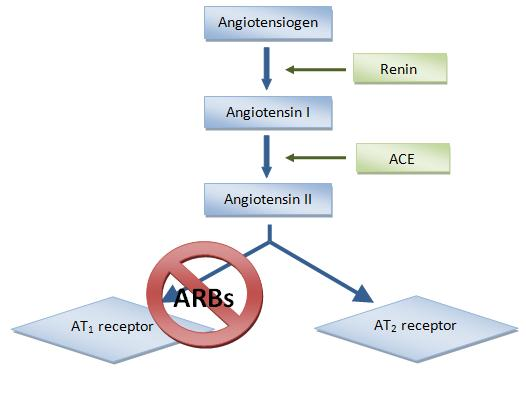
Схема ренін—ангіотензинової системи регуляції артеріального тиску (на схемі ARBs — інгібітори рецепторів ангіотензину-ІІ)

Механізм дії інгібіторів рецепторів ангіотензину-ІІ полягає у блокуванні зв'язування ангіотензину-ІІ з рецепторами ангіотензину-І, що приводить до вазоділятації, зниженні виділення альдостерону, зниження реабсорбції натрію у нирках. Усі ці ефекти в сумі призводять до антигіпертензивного ефекту. Препарати групи мають різну спорідненість до рецепторів ангіотензину-ІІ, через які реалізується дія ангіотензину-II. Так, спорідненість до AT1-рецепторів ангіотензину-II у валсартану у 20000 вище, чим до AT2-рецепторів. У інших препаратів афінність до AT1-рецепторів нижча, та ступінь спорідненості до AT1-рецепторів по спаданню має такий вигляд — олмесартан > кандесартан > ірбесартан > телмісартан > лозартан > епросартан. При тривалому застосуванні сартанів також спостерігається регрес гіпертрофії лівого шлуночка. Препарати групи також мають нефропротективні властивості, знижують інсулінорезистентність та протеїнурію при цукровому діабеті. Сартани не мають негативного впливу на обмін ліпідів. Крім цього лозартан та частково телмісартан мають здатність підвищувати екскрецію сечової кислоти, що дає можливість застосовувати препарати групи при гіпертонії та супутній нефропатії та подагрі. Частина препаратів групи (телмісартан, олмесартан) можуть запобігати проліферації гладком'язових клітин судин, що відповідно до сучасних уявлень про пригнічення проліферації гладком'язових міоцитів судин як одного із патогенетичних факторів розвитку атеросклерозу, сартани можуть розглядатись як препарати для зниження ризику ішемічної хвороби серця. Тривале лікування препаратами групи сартанів призводить до покращення колатерального кровообігу в мозковій тканині, зменшенню апоптозу нейронів, звуження великих церебральних судин, а значить, і захисту мозкових судин дрібного калібру, що найчастіше здатні до розривів, що дає здатність запобігати геморагічному інсульту. Епросартан має додатковий механізм вазодилятуючої дії — він блокує пресинаптичні рецептори ангіотензину-І у симпатичній нервовій системі та гальмує вивільнення норадреналіну із закінчень симпатичних нервових волокон і тим самим зменшує стимуляцію адренорецепторів гладкої мускулатури судин. Препарати групи (лозартан, валсартан) виявляють позитивний ефект на еректильну функцію у чоловіків. Згідно проведених досліджень, препарати групи (олмесартан, лозартан) можуть гальмувати розвиток раку підшлункової залози та інших пухлин. Крім того, сартани не впливають на метаболізм сильного вазодилятатору брадикініну та субстанції Р, що призводить до зменшення побічних ефектів, пов'язаних із накопиченням брадикініну (найчастіше — набряку Квінке).

## Фармакодинаміка
Більшість препаратів групи інгібіторів ангіотензину-ІІ швидко і добре всмоктуються у шлунковому тракті. Біодоступність сартанів варіює, від 13% у епросартану до 60—80% у ірбесартану. У частини препаратів групи (лозартану, телмісартану, епросартану, валсартану) прийом препарату з їжею знижує всмоктування або біодоступність препаратів. Частина сартанів є проліками, і для їх активації необхідна метаболічна трансформація в печінці та виділення активних компонентів. До таких препаратів належать лозартан, кандесартан, олмесартан та азилсартан. Інші препарати групи безпосередньо містять активні середники та не потребують метаболічної активації. До них належать телмісартан, ірбесартан, епросартан, валсартан. Препарати групи сартанів високі концентрації створюють переважно в судинах, серці, наднирниках. Ліпофільні сартани (епросартан, кандесартан та телмісартан) мають здатність проникати через гематоенцефалічний бар'єр. Усі інгібітори рецепторів ангіотензину-ІІ проникають через плацентарний бар'єр та виділяються в грудне молоко. Метаболізуються сартани у печінці. Виводяться інгібітори рецепторів ангіотензину-ІІ з організму переважно із сечею, частково з калом і жовчю. Співвідношення шляхів виведення у препаратів групи варіює, найвищий відсоток печінкового шляху виведення має телмісартан, найвищий відсоток ниркового шляху виведення мають лозартан та олмесартан. Період напіввиведення препаратів групи варіює від 2 годин у лозартану до майже 20 годин у телмісартану, період напіввиведення препаратів групи збільшується переважно при порушеннях функції печінки.

## Показання до застосування
Інгібітори рецепторів ангіотензину-ІІ застосовуються для лікування гіпертонічної хвороби як монотерапія, так і у складі комплексного лікування. Показанням для застосування інгібіторів рецепторів ангіотензину-ІІ є також хронічна серцева недостатність із систолічною дисфункцією лівого шлуночка, особливо при підвищеній чутливості до інгібіторів АПФ. Препарати групи сартанів з нефропротективною метою показані при хронічних хворобах нирок, у тому числі гіпертензивній та діабетичній нефропатії, та мікроальбумінурії. Сартани показані при наявність рецидивуючих транзиторних ішемічних атак і перенесеного ішемічного інсульту з нейропротективною метою. Препарати групи інгібіторів рецепторів ангіотензину-ІІ показані також при гіперурикемії, та для запобігання розвитку аритмій і при фібриляції передсердь.

## Побічна дія
При застосуванні препаратів із групи інгібіторів рецепторів ангіотензину-ІІ найчастіше спостерігаються головний біль, інфекції верхніх дихальних шляхів, запаморочення та грипоподібні симптоми. При застосуванні сартанів можуть спостерігатися також головокружіння, безсоння, ортостатична гіпотензія (особливо після першої дози), фарингіт, спазми м'язів, міалгія, болі в спині, порушення функції печінки, порушення функції нирок, висипання на шкірі, понос, анемія. Частота побічних ефектів, особливо сухого кашлю, у групі сартанів значно нижча, чим у групі інгібіторів АПФ, та ненабагато вища у порівнянні з плацебо.

## Протипокази
Протипоказами до застосування препаратів із групи інгібіторів рецепторів ангіотензину-ІІ є підвищена чутливості до препаратів групи, період вагітності та годування грудьми, печінкова недостатність важкого ступеня та обструктивні захворюваннях жовчевих шляхів, важка ниркова недостатність, гіпотонії. Препарати групи рекомендовано застосовувати з обережністю у хворих із двобічним стенозом ниркових артерій або однобічним у випадку єдиної функціонуючої нирки у зв'язку із високою імовірністю розвитку важкої гіпотензії та ниркової недостатності, у випадку мітрального або аортального стенозу або ідіопатичного субатрофічного аортального стенозу, хворим на гемодіалізі. Інгібітори рецепторів ангіотензину-ІІ не рекомендовані для застосування у дитячому віці, за виключенням валсартану, який допущений для лікування артеріальної гіпертензії у дітей від 6 років.